# Tommo
Tommo Inc. es una distribuidora de videojuegos con sede en Industry (California).

## Historia
Fue fundada en 1990. Comenzó como una pequeña distribuidora independiente de juegos importados. A partir de 2006 empezó a trabajar con una filial, UFO Interactive Games, conocida por juegos como Raiden. En julio de 2013, Tommo adquirió Humongous Entertainment y sus más de 100 videojuegos clásicos de Atari, Inc.. En octubre de 2014, con la colaboración de Night Dive Studios, Tommo su etiqueta de distribución "Retroism", la cual se especializa en relanzar juegos clásicos en formato digital. En 2017, comenzó con una empresa llamada Billionsoft a revivir el olvidado Accolade y sus marcas, empezando por la saga Bubsy series.

## Juegos publicados
| Año  | Título                                   | Plataforma(s)                    |
| ---- | ---------------------------------------- | -------------------------------- |
| 2013 | Challenge of the Five Realms             | Microsoft Windows, OS X, Linux   |
| 2013 | Command HQ                               | Microsoft Windows, OS X, Linux   |
| 2013 | Dragonsphere                             | Microsoft Windows, OS X, Linux   |
| 2013 | Darklands                                | Microsoft Windows, OS X, Linux   |
| 2013 | Sid Meier's Colonization                 | Microsoft Windows, OS X, Linux   |
| 2013 | Sid Meier's Covert Action                | Microsoft Windows, OS X, Linux   |
| 2013 | BloodNet                                 | Microsoft Windows, OS X, Linux   |
| 2013 | Silent Service                           | Microsoft Windows, OS X, Linux   |
| 2013 | Silent Service II                        | Microsoft Windows, OS X, Linux   |
| 2013 | The UnderGarden                          | Microsoft Windows                |
| 2013 | Tycoon City: New York                    | Microsoft Windows                |
| 2013 | Deadlock: Planetary Conquest             | Microsoft Windows                |
| 2013 | Deadlock II: Shrine Wars                 | Microsoft Windows                |
| 2013 | Sid Meier's Pirates!                     | Microsoft Windows, OS X          |
| 2013 | Pirates! Gold                            | Microsoft Windows, OS X, Linux   |
| 2013 | 7th Legion                               | Microsoft Windows                |
| 2013 | Sword of the Samurai                     | Microsoft Windows, OS X, Linux   |
| 2013 | Rex Nebular and the Cosmic Gender Bender | Microsoft Windows, OS X, Linux   |
| 2013 | B-17 Flying Fortress: The Mighty 8th     | Microsoft Windows                |
| 2013 | Slave Zero                               | Microsoft Windows, Dreamcast     |
| 2013 | Redline                                  | Microsoft Windows                |
| 2013 | F-117A Nighthawk Stealth Fighter 2.0a    | Microsoft Windows                |
| 2013 | 1942: The Pacific Air War                | Microsoft Windows, OS X, Linux   |
| 2013 | Eradicator                               | Microsoft Windows, OS X, Linux   |
| 2013 | Knights of the Sky                       | Microsoft Windows, Linux         |
| 2013 | Fleet Defender                           | Microsoft Windows, Linux         |
| 2013 | Hyperspeed                               | Microsoft Windows, OS X, Linux   |
| 2013 | Shadow Ops: Red Mercury                  | Microsoft Windows                |
| 2015 | Bubsy Two-Fur                            | Microsoft Windows                |
| 2017 | Bubsy: The Woolies Strike Back           | Microsoft Windows, PlayStation 4 |